# جراحة تأنيث الوجه
جراحة تأنيث الوجه (FFS) هي مجموعة من العمليات الجراحية التجميلية التي تغير ملامح الوجه النموذجية للذكور لتقريبها بالشكل والحجم إلى ملامح الوجه الأنثوية النموذجية. قد تشمل جراحة تأنيث الوجه العديد من الإجراءات التي يجريها الجراحون على الأنسجة العظمية واللينة مثل رفع الحاجب، وتجميل الأنف، وزراعة الخدود، وتكبير الشفاه.
يملك الوجه خصائص جنسية ثانوية تجعل من السهل تمييز وجوه الذكور عن وجوه الإناث، بما في ذلك شكل الجبهة والأنف والشفتين والخدين والذقن والفك، ويبدو أن الميزات الموجودة في الثلث العلوي من الوجه هي الأهم، لكن قد تعطي التغييرات الطفيفة في الشفاه تأثيرًا قويًا.

## المرشحون
تعتبر جراحة تأنيث الوجه بالنسبة لبعض النساء المتحولات جنسيًا أمرًا طبيًا ضروريًا لعلاج اضطراب الهوية الجنسية. قد تكون بنفس الأهمية أو حتى أكثر أهمية من جراحة إعادة تحديد الجنس (SRS) في الحد من اضطراب الهوية الجنسية ومساعدة النساء المتحولات على الاندماج اجتماعيًا كنساء. البيانات حول هذه الأنواع من النتائج محدودة بصغر حجم الدراسة والمتغيرات المربكة مثل إجراءات التأنيث الأخرى.
على الرغم من أن معظم مرضى جراحة تأنيث الوجه هم من النساء المتحولات جنسيًا، لكن تخضع بعض النساء اللاتي يشعرن أن وجوههن ذكورية للغاية أيضًا لجراحة تأنيث الوجه. يجري بعض الممثلين بلباس امرأة ومن لديهم شهوة الملابس المغايرة عمليات جراحة تأنيث الوجه أيضًا.
يجب على مرشحي جراحة تأنيث الوجه الانتظار حتى تتوقف عظام جمجمتهم عن النمو قبل الخضوع لأي إجراء جراحي. يحدد الأطباء ما إذا كانت عظام الجمجمة قد توقفت عن النمو عبر أخذ صور شعاعية متتالية لعظام الفك السفلي والرسغ للتأكد من توقف نمو العظام.

## تاريخيًا
تُشتق تقنيات جراحة تأنيث الوجه من جراحة الفم والوجه والفكين والأنف والأذن والحنجرة والجراحة التجميلية والترميمية.
بدأت جراحات تأنيث الوجه في عام 1982 عندما تواصل داريل برات، وهو جراح تجميل مختص بجراحات تغيير الجنس، مع دوغلاس أوسترهوت بعد طلب من امرأة متحولة جنسيًا. أرادت المريضة إجراء جراحة تجميلية لجعل وجهها يبدو أكثر أنوثة؛ بسبب استمرار تفاعل الأشخاص معها على أنها رجل. تضمنت الخبرات السابقة لأوسترهوت إعادة بناء وجوه وجماجم الأشخاص الذين عانوا من عيوب خلقية أو حوادث أو صدمات أخرى. كان أوسترهوت مهتمًا بالمساعدة لكنه كان يعلم أنه لا يعرف ما هو «الوجه الأنثوي»، لذلك بحث أكثر من خلال قراءة علم الإنسان الحيوي لأول مرة من أوائل القرن العشرين لتحديد السمات «الأنثوية»، ثم استخلص القياسات التي تحدد تلك السمات من سلسلة من مخططات صور قياسات الرأس المأخوذة في السبعينيات، ثم درس مجموعة من عدة مئات من الجماجم لمعرفة ما إذا كان يمكن أن يفرق بشكل موثوق بين الإناث والذكور باستخدام تلك القياسات. ثم بدأ أوسترهوت بتحديد التقنيات والمواد الجراحية التي استخدمها بالفعل والتي يمكن تطبيقها لتحويل وجه الذكر إلى وجه أنثوي. ابتكر معظم إجراءات جراحة تأنيث الوجه وشارك في وضع التحسينات اللاحقة أيضًا.
اعتبارًا من عام 2006، كان هناك حوالي اثني عشر جراحًا على مستوى العالم متخصصين في جراحة تأنيث الوجه.

## الكلفة
كانت تكلف عمليات جراحة تأنيث الوجه في الولايات المتحدة اعتبارًا من عام 2006 ما بين 20,000 دولار و40,000 دولار، أي حوالي ضعف تكلفة جراحة تغيير الجنس. الأسعار في أوروبا أقل بكثير. وبلغت جراحة تأنيث الوجه الكاملة اعتبارًا من عام 2017 ما بين 10,000 يورو و25,000 يورو.